# Шуберт (Небраска)
Шуберт (енгл. Shubert) град је у америчкој савезној држави Небраска.

## Демографија
По попису из 2010. године број становника је 150, што је 102 (-40,5%) становника мање него 2000. године.
| Група             | 2000.       | 2010.       |
| Белци             | 244 (96,8%) | 142 (94,7%) |
| Афроамериканци    | 0 (0,0%)    | 0 (0,0%)    |
| Азијати           | 0 (0,0%)    | 0 (0,0%)    |
| Хиспаноамериканци | 7 (2,8%)    | 4 (2,7%)    |
| Укупно            | 252         | 150         |